# Tiselius (cráter)

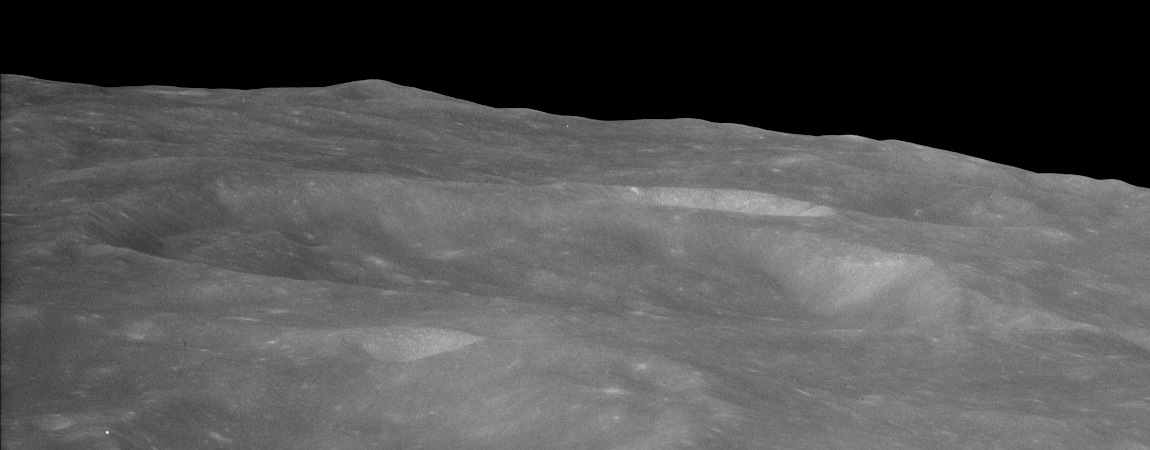
Fotografía de la misión Apolo 11

Tiselius es un cráter de impacto perteneciente a la cara oculta de la Luna, que se encuentra justo al este del cráter Valier. Los cráteres Tiselius y Valier están separados por solo unos pocos kilómetros. A menos de un diámetro al este de Tiselius se halla Stein, más pequeño y de forma alargada, y al norte aparece el pequeño y erosionado cráter Šafařík.
Se trata de un cráter aproximadamente circular, con un borde bien definido que no ha sido significativamente degradado por la erosión del impacto. Las paredes interiores han caído en lugares para formar taludes de materiales sueltos. El suelo interior está marcado por unos pequeños cráteres, con un grupo irregular de crestas alrededor del punto medio. El pequeño cráter satélite en forma de copa Tiselius E se encuentra cerca del borde exterior oriental.
El cráter recibió el nombre del bioquímico sueco, Arne Tiselius, por decisión de la UAI en 1979.

## Cráteres satélite

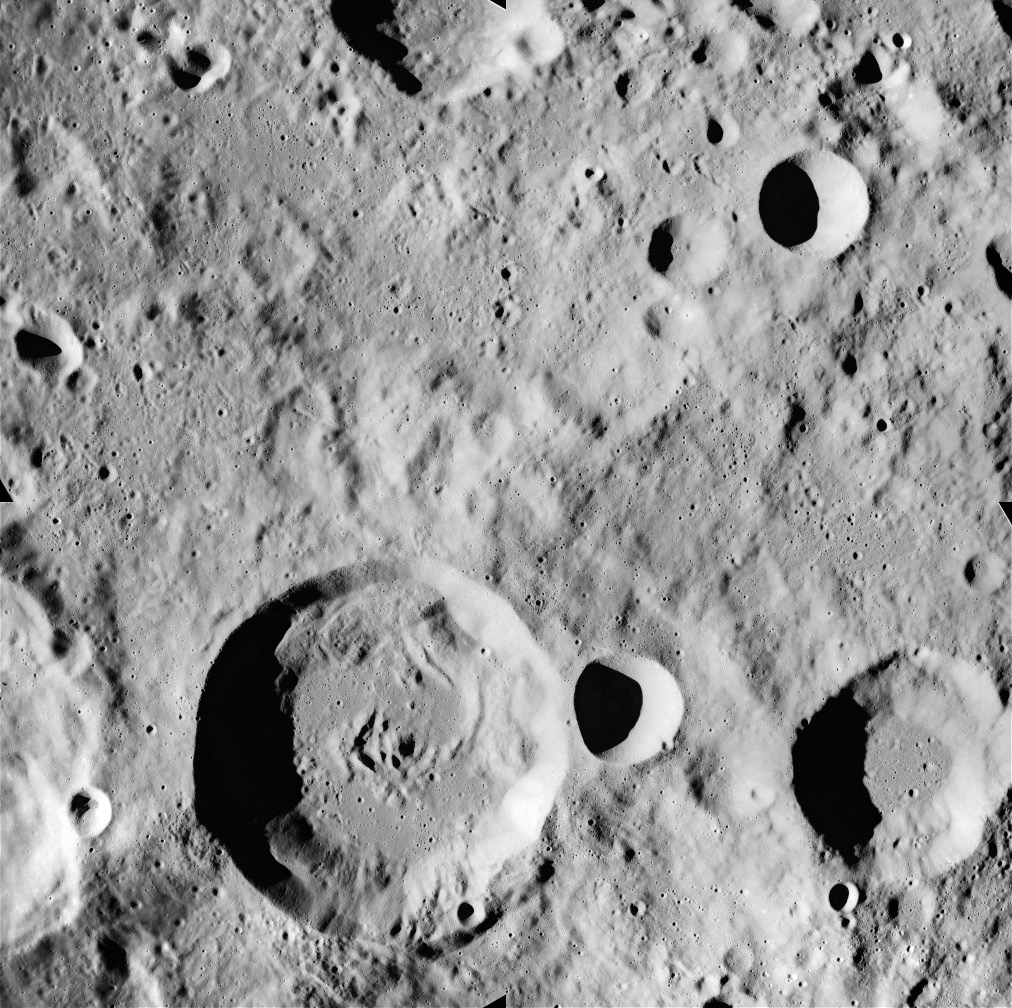
Fotografía de la misión Apolo 16, con el norte a la derecha

Por convención estos elementos son identificados en los mapas lunares poniendo la letra en el lado del punto medio del cráter que está más cerca de Tiselius.
|          | \| Tiselius \| Coordenadas \| Diámetro \| \| -------- \| ---------------------------- \| -------- \| \| E \| 7°18′N 177°42′E / 7.3, 177.7 \| 17 km \| \| L \| 4°36′N 177°24′E / 4.6, 177.4 \| 12 km \| |          |
| Tiselius | Coordenadas | Diámetro |
| E        | 7°18′N 177°42′E / 7.3, 177.7 | 17 km    |
| L        | 4°36′N 177°24′E / 4.6, 177.4 | 12 km    |